# Adobe (azienda)
Adobe (pron. [əˈdoʊbiː]) Incorporated è una casa di sviluppo statunitense con sede principale a San Jose, in California.
È nota per i suoi prodotti di video e grafica digitale ma, soprattutto, per aver creato il formato PDF.
Il nome dell'azienda deriva dall'Adobe Creek, un torrente che scorreva vicino alla casa dei due fondatori.

## Principali prodotti
Adobe produce applicazioni di livello professionale come After Effects, software di video compositing, Premiere Pro, piattaforma di montaggio video, Photoshop, programma di fotoritocco e grafica bitmap, GoLive per creare e gestire siti web (non più in commercio dal 2005), InDesign e PageMaker, applicazioni di Desktop Publishing e Illustrator, applicazione per creare grafica vettoriale. Nel 2003 acquista dall'ormai chiusa Syntrillium Software i diritti per il programma Cool Edit Pro, che diventa Adobe Audition.
La compagnia fu fondata da John Warnock e Charles Geschke, che lasciarono la Xerox Co. per dedicarsi allo sviluppo del linguaggio PostScript e dei fonts.
Storico cavallo di battaglia della Adobe è il formato di documento multipiattaforma PDF (Portable Document Format), concepito per creare e diffondere documenti compatibili con molti sistemi operativi oggi diffusi. Tale formato è leggibile tramite il software gratuito Reader (originariamente chiamato Acrobat Reader), scaricabile dal sito della società, ed ha il vantaggio di preservare con estrema precisione la formattazione del documento non subendo variazioni dovute a settaggi individuali del sistema dell'utente.
Nel 2005 ha acquisito Macromedia e con lei anche Flash Player, programma usato per visualizzare i filmati ShockWave Flash (SWF).
Ultimamente sta rilasciando versioni semplificate dei suoi programmi, come per esempio Photoshop Elements e Premiere Pro Elements, che consentono di accedere a strumenti professionali anche a chi non ha bisogno di tutte le loro caratteristiche avanzate, necessarie solo in ambito lavorativo.

## Attività e strategie
Nell'aprile 2005 Adobe ha annunciato un concordato per l'acquisto di Macromedia. Il 6 dicembre 2005 Adobe ha annunciato di aver completato l'acquisizione di Macromedia, operazione finalizzata sabato 3 dicembre 2005 per 3 miliardi e 400 milioni di dollari USA in azioni, integrando così una posizione già autorevole nel Desktop Publishing con importanti potenzialità di sviluppo nel settore degli applicativi per smartphone, cellulari e palmari, oltre che per la diffusione di video su Internet, nel mercato dei video pay-per-view, e servizi di videoconferenza.
Tra i prodotti che Macromedia, storicamente legata al formato Flash, porta in dote alla fusione, ci sono Dreamweaver, ColdFusion, ShockWave, FreeHand, Director, HomeSite e molti altri.
Sul piano della grafica, Adobe sta anche verificando l'eventuale sviluppo di un nuovo formato grafico, il Digital Negative (DNG), destinato alla fotografia digitale basato sul Tiff ma con potenzialità di aggiunta di dati sull'immagine (una sorta di watermark complesso) e con nuovi algoritmi di compressione.
Nell'estate del 2006, Adobe ha formalmente acquisito Interaktìì, software house rumena strettamente legata a Macromedia, e produttrice di estensioni per Dreamweaver (Mx Kollection, KTML, Mx Ajax Toolbox, Phakt, Mx Kart e molte altre).
Il 3 ottobre 2007 Adobe ha reso noto l'acquisizione di Virtual Ubiquity, società produttrice di Buzzword, un programma di videoscrittura on-line sviluppato utilizzando il software Adobe Flex. Adobe intende creare una serie di servizi legati alla condizione e all'elaborazione di file in modo condiviso tramite Internet.
Il 15 settembre 2009 Adobe ha reso noto l'acquisizione di Omniture, espandendo la sua cerchia di prodotti anche nei servizi di statistica web.
Il 21 maggio 2018 Magento Inc. produttore del software per e-commerce Magento è stata acquisita da Adobe.

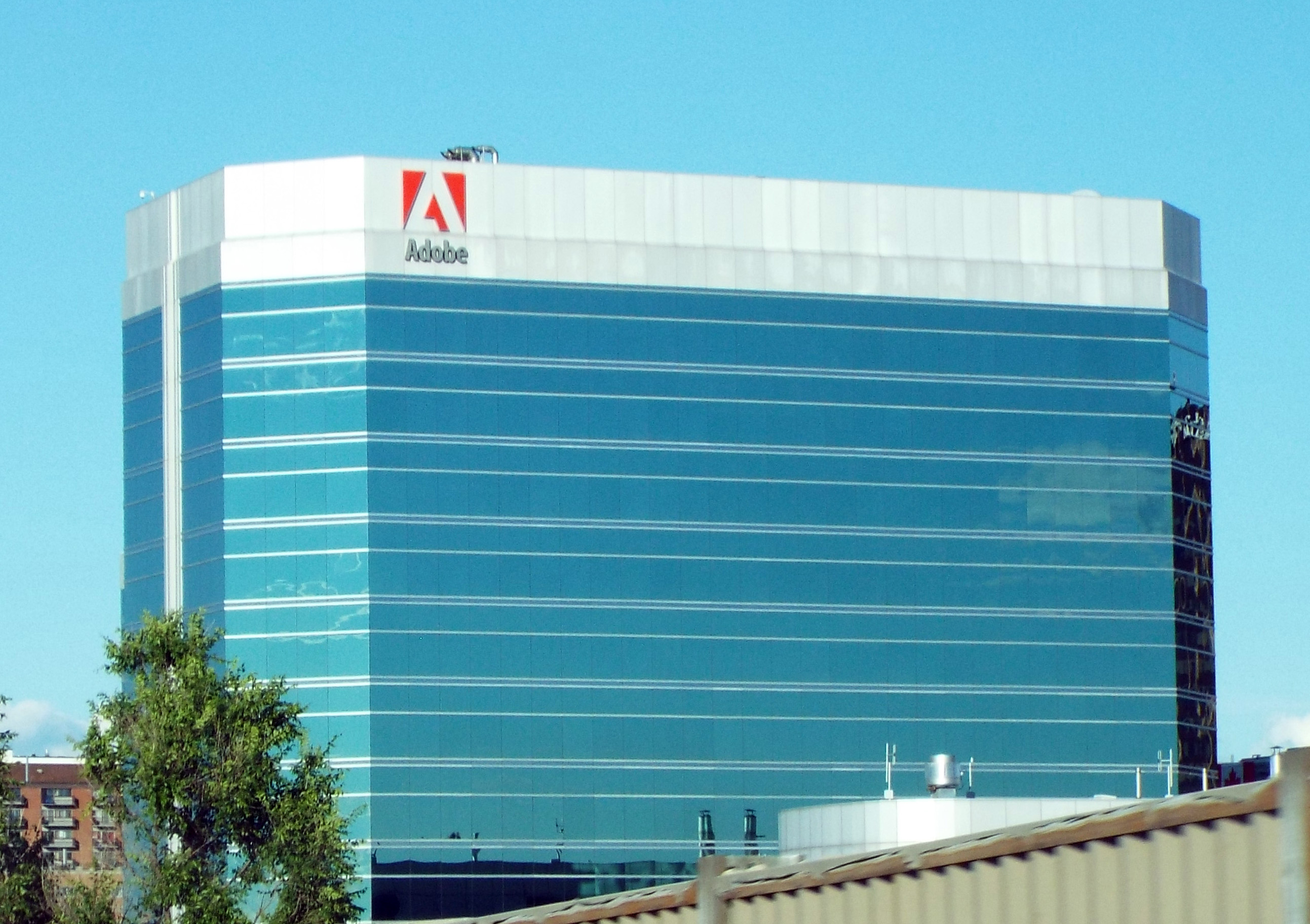
Adobe Canada a Ottawa, Ontario

## Prodotti
| Attuali - Adobe Creative Cloud - Adobe Acrobat - Adobe After Effects - Adobe Bridge - Adobe Character Animator - Adobe Dimension - Adobe Dreamweaver - Adobe Fuse - Adobe Fresco - Adobe Illustrator - Adobe Illustrator Draw - Adobe InCopy - Adobe InDesign - Adobe Lightroom - Adobe Lightroom Classic - Adobe Media Encoder - Adobe Lightroom - Adobe Photoshop - Adobe Photoshop Camera - Adobe Photoshop Express - Adobe Photoshop Fix - Adobe Photoshop Mix - Adobe Photoshop Sketch - Adobe Prelude - Adobe Premiere Pro - Adobe Premiere Rush - Adobe Reader - Adobe Spark - Adobe Spark Page - Adobe Spark Post - Adobe Spark Video - Adobe XD - Adobe Acrobat Capture - Adobe AIR - Adobe Captivate - Adobe Central Output Server - Adobe ColdFusion - Adobe Connect - Adobe ColdFusion Builder - Adobe CoolType - Adobe Document Server - Adobe Document Policy Server - Adobe Digital Editions - Adobe Flash - Adobe Flash Media Server - Adobe Flex - Adobe Fonts - Adobe Form Manager - Adobe Form Server - Adobe FrameMaker - Adobe Output Designer - Adobe PageMaker - Adobe Premiere Elements - Adobe Photoshop Elements - Adobe Source Libraries - Adobe SVG Viewer - Adobe Web Output Pak - Digital Negative Specification | Fuori produzione - Adobe Atmosphere - Adobe Creative Suite - Adobe Contribute - Adobe Dimensions - Adobe Director - Adobe Distiller - Adobe Edge - Adobe Encore DVD - Adobe Flash Builder - Adobe Fireworks - Adobe GoLive - Adobe ImageStyler - Adobe InProduction - Adobe LiveCycle Suite - Adobe LiveCycle Barcoded Forms - Adobe LiveCycle Designer - Adobe LiveCycle PDF Generator - Adobe LiveCycle Document Security - Adobe LiveCycle Reader Extensions - Adobe LiveCycle Forms - Adobe LiveCycle Form Manager - Adobe LiveCycle Policy Server - Adobe LiveCycle Workflow - Adobe LiveMotion - Adobe Muse - Adobe PageMill - Adobe Persuasion - Adobe PhotoDeluxe - Adobe PressReady - Adobe PressWise - Adobe SiteMill - Adobe Soundbooth - Adobe Stock Photos - Adobe Story - Adobe Streamline - Adobe Transcript - Adobe TrapWise - Adobe Type Manager Deluxe - Adobe TypeAlign - Adobe TypeReunion - Adobe Version Cue |

## Cessioni e incorporazioni societarie
Negli anni novanta Adobe ha acquistato una partecipazione di minoranza in quattro società ed una nel primo decennio del 2000.
Adobe ha anche ceduto sei società tutte negli anni novanta. La più grande acquisizione di Adobe è stata quella di Macromedia nel dicembre 2005 per 3,57 miliardi di dollari.

### Acquisizioni
| Data              | Compagnia                     | Settore                                | Paese       | Valore         | Note   |
| ----------------- | ----------------------------- | -------------------------------------- | ----------- | -------------- | ------ |
| 19 marzo 1990     | Emerald City Software         | Software                               | Stati Uniti | —              | [ 6 ]  |
| 20 giugno 1990    | BluePoint Technologies        | Chip per computer                      | Stati Uniti | —              | [ 7 ]  |
| 1º giugno 1992    | LaserTools-Language Tech      | Software                               | Stati Uniti | —              | [ 9 ]  |
| 29 giugno 1992    | OCR Systems                   | Software                               | Stati Uniti | —              | [ 10 ] |
| 1º luglio 1992    | OCR Systems                   | Software                               | Stati Uniti | —              | [ 12 ] |
| 31 agosto 1994    | Aldus Corporation             | Desktop publishing                     | Stati Uniti | $437 676 000   | [ 13 ] |
| 9 settembre 1994  | LaserTools                    | Software                               | Stati Uniti | —              | [ 14 ] |
| 30 ottobre 1995   | Frame Technology              | Desktop publishing                     | Stati Uniti | $566 567 000   | [ 15 ] |
| 20 maggio 1996    | Ares Software                 | Software per la gestione dei caratteri | Stati Uniti | —              | [ 16 ] |
| 14 marzo 1997     | Sandcastle                    | Software internet                      | Stati Uniti | $3 500 000     | [ 17 ] |
| 5 settembre 1997  | HyWay Ferranti                | Software                               | Stati Uniti | —              | [ 18 ] |
| 16 settembre 1997 | DigiDox                       | Catalogo elettronico                   | Stati Uniti | —              | [ 19 ] |
| 4 gennaio 1999    | GoLive Systems                | Internet service provider              | Stati Uniti | —              | [ 20 ] |
| 5 dicembre 2001   | Fotiva                        | Software fotografia digitale           | Stati Uniti | —              | [ 21 ] |
| 15 aprile 2002    | Accelio                       | Software                               | Canada      | $72 000 000    | [ 23 ] |
| 1º maggio 2003    | Syntrillium Software          | Software                               | Stati Uniti | —              | [ 24 ] |
| 10 novembre 2003  | Yellow Dragon Software-Tech   | Asset tecnologici                      | Stati Uniti | —              | [ 26 ] |
| 7 dicembre 2004   | OKYZ                          | Software 3D                            | Francia     | —              | [ 27 ] |
| 3 dicembre 2005   | Macromedia                    | Software internet                      | Stati Uniti | $3 573 000 000 | [ 5 ]  |
| 16 dicembre 2005  | Navisware                     | Software                               | Stati Uniti | —              | [ 28 ] |
| 21 aprile 2006    | Trade and Technologies France | Software                               | Francia     | —              | [ 29 ] |
| 26 giugno 2006    | Pixmantec                     | Software                               | Danimarca   | —              | [ 30 ] |
| 5 settembre 2006  | InterAKT                      | Software                               | Romania     | —              | [ 31 ] |
| 19 ottobre 2006   | Serious Magic                 | Software video                         | Stati Uniti | —              | [ 32 ] |
| 31 maggio 2007    | Scene7                        | Software multimediale                  | Stati Uniti | —              | [ 33 ] |
| 15 settembre 2008 | YaWah                         | Software                               | Danimarca   | —              | [ 34 ] |
| 31 agosto 2009    | Business Catalyst             | Commercio elettronico                  | Australia   | —              | [ 35 ] |
| 15 settembre 2009 | Omniture                      | Analisi del web                        | Stati Uniti | $1 800 000 000 | [ 36 ] |
| 23 gennaio 2019   | Allegorithmic                 | Software                               | Francia     | —              | [ 37 ] |

### Partecipazioni
| Data              | Compagnia      | Settore                                | Paese       | Costo operazione | Note   |
| ----------------- | -------------- | -------------------------------------- | ----------- | ---------------- | ------ |
| 21 settembre 1992 | Verity         | Consulenza direzionale                 | Stati Uniti | —                | [ 38 ] |
| 1º marzo 1994     | Crosswise      | Software                               | Stati Uniti | —                | [ 39 ] |
| 19 aprile 1995    | Siebel Systems | Gestione delle relazioni con i clienti | Stati Uniti | —                | [ 40 ] |
| 8 agosto 1995     | Fractal Design | Software grafico                       | Stati Uniti | $2 000 000       | [ 41 ] |
| 23 marzo 2007     | Skysoft        | Musica digitale                        | Taiwan      | $1 000 000       | [ 42 ] |

### Cessioni
| Data             | Acquirente                  | Compagnia           | Classe prodotto           | Paese acquirente | Valore     | Note   |
| ---------------- | --------------------------- | ------------------- | ------------------------- | ---------------- | ---------- | ------ |
| 1º novembre 1991 | Paracomp                    | MacroMind           | Software                  | Stati Uniti      | —          | [ 43 ] |
| 28 marzo 1996    | —                           | Luminous            | Software grafico          | Stati Uniti      | —          | [ 45 ] |
| 5 febbraio 1997  | INSO                        | MasterSoft          | Desktop publishing        | Stati Uniti      | $3 000 000 | [ 46 ] |
| 24 marzo 1999    | Creative Internet Solutions | ChangeMedia         | Internet service provider | Stati Uniti      | —          | [ 47 ] |
| 20 maggio 1999   | Calian Technologies Ltd.    | Why Interactive     | Compagnia multimediale    | Canada           | $4 360 000 | [ 48 ] |
| 30 agosto 1999   | Lotus Software              | Macromedia Pathware | Software internet         | Stati Uniti      | —          | [ 49 ] |